# 歐陽文倩
歐陽文倩，現任房屋局局長政治助理，曾任《香港文匯報》記者。

## 簡歷
歐陽文倩自2011年起任職香港文匯報，由記者晉升至港聞部助理主任，先後涉獵教育、政治及民生新聞，其報道曾數次獲獎。
她持有香港浸會大學傳理學社會科學（新聞主修）學士學位。